# Brennburg

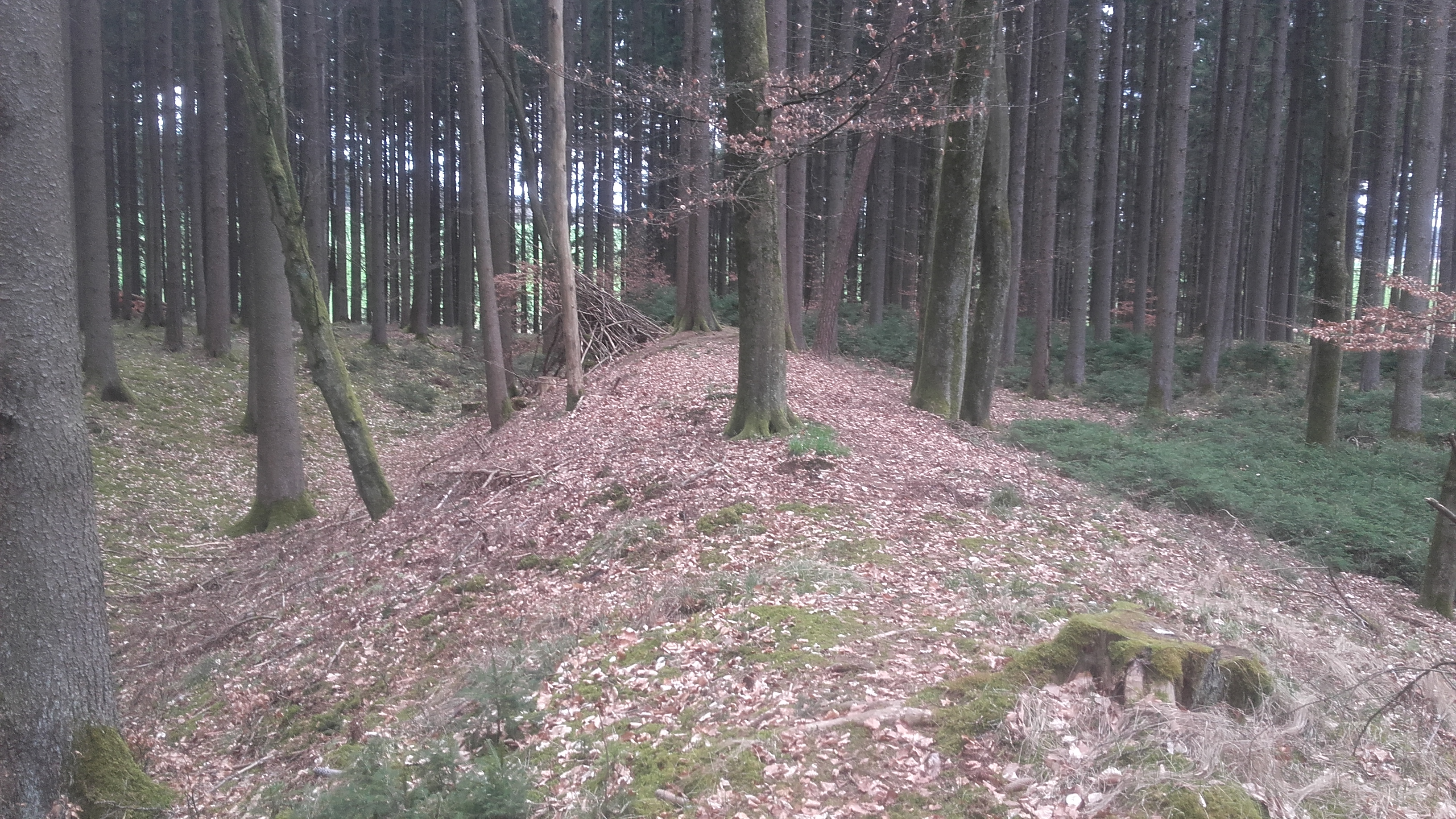
Auf dem westlichen Wall

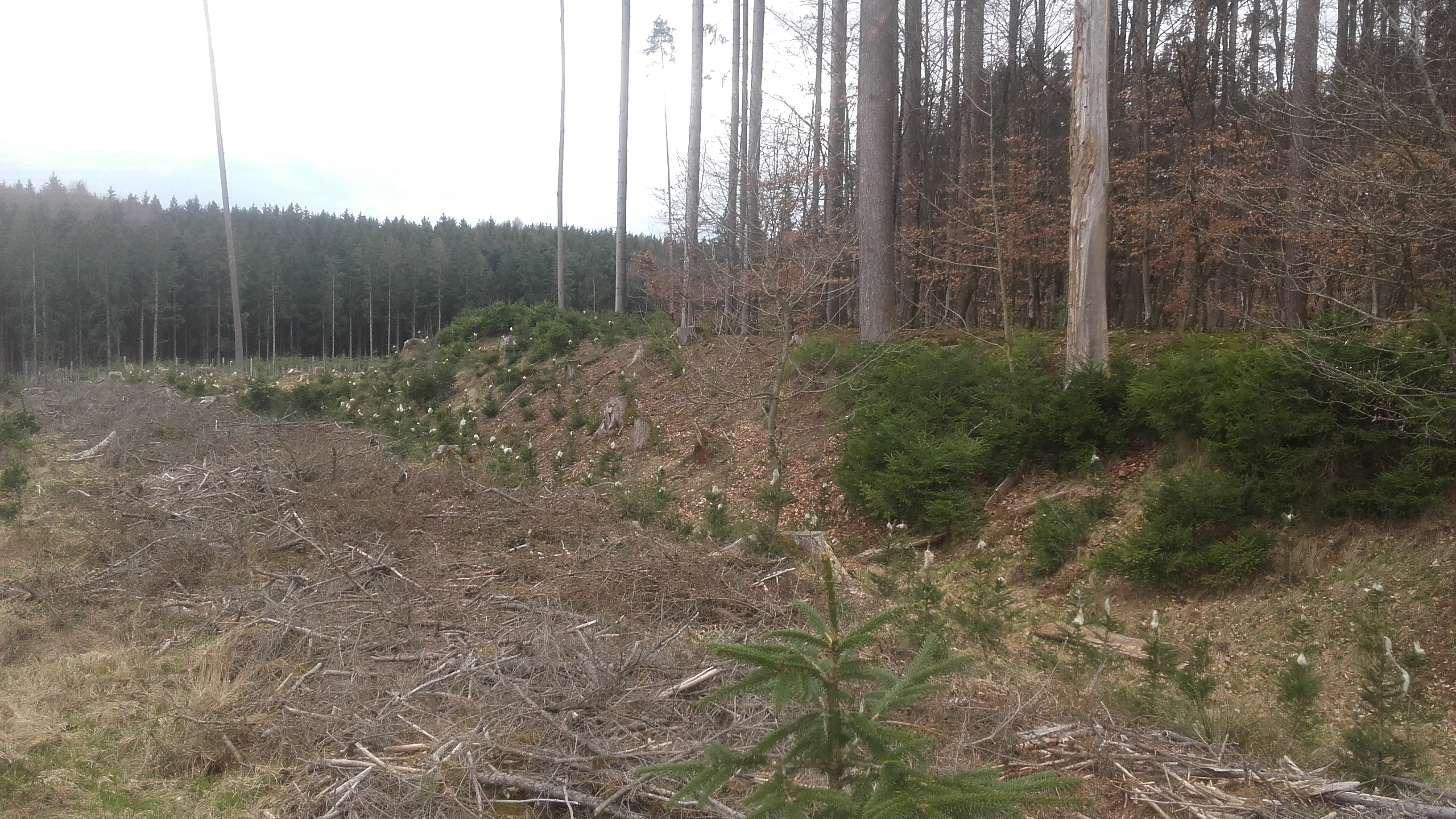
Blick von außerhalb auf den östlichen Wall

Die spätkeltische Viereckschanze Brennburg liegt etwa einen Kilometer südwestlich des Fischacher Ortsteils Willmatshofen im schwäbischen Landkreis Augsburg. Das gut erhaltene Erdwerk liegt, geschützt von Hochwald, auf einem Höhensporn über dem Schmuttertal und ist frei zugänglich. Es handelt sich um ein eingetragenes Bodendenkmal.

## Geschichte
Die mehr als 300 bekannten Viereckschanzen Süddeutschlands entstanden wahrscheinlich in der jüngeren La-Tène-Zeit. Die neuere Forschung geht davon aus, dass es sich um Gutshöfe handelt, die in ein größeres Siedlungsgefüge eingebunden waren. Als Wehrbauten waren die Anlagen nur sehr eingeschränkt nutzbar. Die geringen Wallhöhen und Grabentiefen, auch die meist fortifikatorisch ungünstige Lage im Gelände sprechen gegen eine Interpretation als Befestigungsanlagen.

## Beschreibung
Das Erdwerk liegt auf einer Geländestufe eines Ausläufers des Schalkenberges in etwa 527 Meter Höhe. Der Grundriss der Brennburg ist annähernd quadratisch, die Ostseite (102 Meter) ist etwas kürzer als die Westflanke (112 Meter). Der Nordwall ist 113 Meter lang, der südliche Wallzug misst 109 Meter.
Das Tor lag den Geländespuren nach im Süden. Die maximale Wallhöhe beträgt (gemessen von der Grabensohle) ca. 2,5 Meter. Der Wall wird von einigen neuzeitlichen Durchstichen unterbrochen.